# Freeport (Pennsylvanie)
Pour les articles homonymes, voir Freeport.
Freeport est un borough du comté d'Armstrong en Pennsylvanie.
Elle a été fondée en 1796.
Sa population était de 1 813 habitants en 2010.